# Айвалія (футбольний клуб)
Футбольний клуб «Айвалія» або просто ФК «Айвалія» (алб. Klubi Futbollistik Hajvalia; KF Hajvalia) — колишній клуб косовський футбольний клуб з Айвалії південно-східного передмістя Приштини. Виступає в Райфайзен Суперлізі Косова, головною за рівнем в системі футбольних ліг Косова. Домашні матчі команда проводить на стадіоні «Айвалія», який вміщує близько 1 000 глядачів.

## Історія
Футбольний клуб «Айвалія» був заснований в 1999 році і виступав у Першій лізі Косова аж до 2012 року, коли клуб отримав підвищення в Суперлігу. У дебютному сезоні команда стала четвертою в чемпіонаті Косова. У наступному році «Айвалія» дійшла до фіналу Кубку Косова, де поступилася «Феронікелі» з рахунком 1:2. У Суперлізі команда продовжувала грати роль середняка, а за підсумками чемпіонату 2015/16 «Айвалія» посіла друге місце.
«Айвалія» привернула до себе увагу, коли в кінці червня 2014 року запропонувала знаменитого уругвайського нападника Луїса Суареса виступати за неї за зарплату в 1 200 фунтів стерлінгів на тиждень. Зроблено це було, коли ФІФА дискваліфікувало Суареса за черговий укус суперника під час гри на 4 місяці від будь-якої діяльності, пов'язаної з футболом. Футбольна федерація Косова в цей період не була членом ні УЄФА, ні ФІФА, таким чином Суарес теоретично міг виступати в чемпіонаті Косова.

## Досягнення
- Кубок Косова
  -  Фіналіст (1): 2013/14

- Суперкубок Косова
  -  Фіналіст (1): 2015/16

- Група Б Ліги е Дуте (Друга ліга)
  -  Срібний призер (1): 2010/11

- Ліга е Пера
  -  Бронзовий призер (1): 2011/12

- Райфайзен Суперліга Косово
  -  Срібний призер (1): 2015/16